# Gymnura micrura
Gymnura micrura är en rockeart som först beskrevs av Bloch och Schneider 1801.  Gymnura micrura ingår i släktet Gymnura och familjen Gymnuridae. IUCN kategoriserar arten globalt som otillräckligt studerad. Inga underarter finns listade i Catalogue of Life.